# Присекин, Сергей Николаевич
Серге́й Никола́евич Присе́кин (12 декабря 1958, Москва — 29 октября 2015, там же) — советский и российский живописец, педагог, художник студии военных художников имени М. Б. Грекова. Академик Российской академии художеств (2008, член-корреспондент с 2001), Народный художник Российской Федерации (1994); лауреат Премии Ленинского комсомола (1985); полковник вооружённых сил Российской Федерации.

## Биография
Родился в Москве. Отец — Присекин Николай Сергеевич (1928—2008) — народный художник Российской Федерации (1992 г.), лауреат Государственной премии РСФСР, мать — Присекина Лидия Харитоновна. В 1983 году окончил МГАХИ им. В. И. Сурикова — мастерская народного художника СССР Т. Т. Салахова. В этом же году поступает в СВХ имени М. Б. Грекова. С 1984 г. член Союза художников СССР.
В 1996—2000 годах руководил бригадой художников, расписывающих внутренние убранства Храма Христа Спасителя в Москве.
Художественный руководитель Студии военных художников имени М. Б. Грекова (2001—2005). Являлся членом Совета по культуре и искусстве при Президенте РФ.
С 2000 года — профессор кафедры рисунка МГАХИ им. В. И. Сурикова.
С 2002 года член-корреспондент, с 2007 года — действительный член РАХ по Отделению живописи.
В 2004 году почтой России была выпущена серия «Славим Отечество!» из 4 марок с репродукциям картин Сергея Присекина, написанных на историко-патриотические темы.
В 2005 году был выпущен альбом, посвящённый творчеству Сергея Присекина «Сергей Присекин. Картины Российской истории» (М, 2005. — 399 с.; ISBN 5-9900383-1-3; Хранение: IZO 14/2.5).
Похоронен на Федеральном военно-мемориальном кладбище.

## Творчество
В 25 лет за картину «Кто к нам с мечом придёт…» художник был удостоен Большой серебряной медали Академии художеств СССР и Премии Ленинского комсомола. Среди других известных произведений: «Куликовская битва», «С победой», «„И клятву верности сдержали…“ Смоленск. 1812 год», посвящённая воссоединению армий Барклая-де-Толли и Багратиона, Триумф Наполеона. Аустерлиц .1807 г. Был известен и как портретист исторических государственных деятелей (Екатерина II, Пётр I, Елизавета II, Король Бельгии Бодуэн I, Колумб, Борис Годунов, Маршалы Советского Союза Г. К. Жуков и К. К. Рокоссовский на Красной площади 24 июня 1945 г.).
| |                                                         |
| С Победой! 1980 г.                                                                                      | Кто к нам с мечом придёт, от меча и погибнет! 1983 г.   |
| |                                                         |
| Маршалы Советского Союза Г. К. Жуков и К. К. Рокоссовский на Красной площади 24 июня 1945 года. 1989 г. | И клятву верности сдержали… Смоленск. 1812 год. 1991 г. |

## Награды и премии

Могила С. Н. Присекина

- Орден «За заслуги перед Отечеством» IV степени (4 июля 2000 года)
- Народный художник Российской Федерации (14 июля 1994 года) — за большие заслуги в области изобразительного искусства[2][3]
- Премия Ленинского комсомола (1985) — за серию портретов современников и картину «Кто к нам с мечом придёт, от меча и погибнет»
- Орден преподобного Сергия Радонежского (РПЦ)
- Премия Фонда Святого Всехвального Апостола Андрея Первозванного
- Серебряная медаль АХ СССР (1984)

## Видео
- Сергей Николаевич Присекин рассказывает на YouTube Часть 1 / ТВ ХУДОЖНИК, 2012 (36 мин.)
- Сергей Николаевич Присекин рассказывает на YouTube Часть 2 / ТВ ХУДОЖНИК, 2012 (36 мин.)
- Сергей Николаевич Присекин рассказывает на YouTube Часть 4 / ТВ ХУДОЖНИК, 2012 (26 мин.)
- Сергей Присекин, живописец, педагог на YouTube Первый образовательный телеканал. Эфир от 22.06.2008 (23 мин.)
- Народный художник России Сергей Присекин на YouTube Мысли о прекрасном. Выпуск от 14 февраля 2013 (26 мин.)